# الای، سردینیا
الای، سردینیا (به ایتالیایی: Allai, Sardinia) یک سکونتگاه مسکونی در ایتالیا است که در استان اریستانو واقع شده‌است.

## خصوصیات
الای ۲۷٫۴ کیلومترمربع مساحت و ۴۰۹ نفر جمعیت دارد.